# Wardino
Wardino (mac. Вардино) – wieś w Macedonii Północnej położona w gminie Demir Hisar.
Według danych z 2002 roku wieś zamieszkiwało 266 osób (144 mężczyzn i 122 kobiety) w 88 domostwach oraz w 93 mieszkaniach (od budynków jednorodzinnych po bloki itp.), wszyscy byli narodowości macedońskiej.